# Мельцер, Юрген
Ю́рген Ме́льцер (нем. Jürgen Melzer, родился 22 мая 1981 года в Вене, Австрия) — австрийский профессиональный теннисист; победитель двух турниров Большого шлема в мужском парном разряде (Уимблдон-2010, Открытый чемпионат США-2011); победитель одного турнира Большого шлема в миксте (Уимблдон-2011); полуфиналист одного турнира Большого шлема в одиночном разряде (Открытый чемпионат Франции-2010); бывшая восьмая ракетка мира в одиночном и бывшая шестая — в парном разряде; победитель 22 турниров ATP (пять — в одиночном разряде); победитель одного юниорского турнира Большого шлема в одиночном разряде (Уимблдон-1999); победитель одного юниорского турнира Большого шлема в парном разряде (Открытый чемпионат Австралии-1999).

## Общая информация
В детстве Юрген мечтал стать футболистом, а теннисом начал заниматься только в девять лет.
Известен своей неустойчивой психикой и очень активной манерой игры с большим количеством активно выигранных мячей и большим же числом невынужденных ошибок при выполнении обостряющих ударов.
У австрийца есть младший брат Геральд (род. 1990), который также играет в теннис и входил в Топ-70 рейтинга ATP.
Теннисная часть в семье пополнилась в сентябре 2012 года, когда Юрген женился на своей бывшей партнёрше по соревнованиям смешанных пар — чешке Ивете Бенешовой. Пара развелась в 2015 году. Мельцер затем женился на австрийской пловчихе Фабьен Надараджа, с которой в марте 2017 родили сына, которого назвали Ноэль.
Инвентарь
Одежда и обувь — Adidas. Ракетка — Dunlop.

## Спортивная карьера

### Начало карьеры
В 1999 году на юниорском уровне Мельцер выиграл Уимблдонский турнир в одиночном разряде среди юношей, победив в финале датчанина Кристиана Плесса 7-6(7), 6-3. Раннее вместе с ним в том же году выиграл Открытый чемпионат Австралии в парном разряде среди юниоров. В июле 1999 года дебютировал на турнире ATP в парных соревнованиях. Вместе с Александром Пейей он сыграл на турнире в Кицбюэле, где смог добраться до полуфинала. С сентября 1999 года выступает за Австрию в Кубке Дэвиса. Проиграл подряд 8 своих первых матчей в Кубке Дэвиса (4 в одиночке и 4 в паре) и первую победу смог одержать лишь в феврале 2003 года над норвежцем Стианом Боретти. В одиночном разряде он дебютирует на турнирах ATP в октябре того же года в Вене, где он выиграл первый матч на таком уровне у Ларса Бургсмюллера 7-6(5), 2-6, 6-3, а во втором проиграл 11-му на тот момент в мире немцу Николасу Киферу 4-6, 0-6.
В июне 2000 года впервые участвует в основных соревнованиях турнира серии Большого шлема. В первом раунде Уимблдонского турнира он уступил Марку Филиппуссису. В августе 2001 года Мельцер выиграл первый турнир из серии «челленджер» в Мёнхенгладбахе. В мае 2002 года ему удаётся впервые пробиться в четвертьфинал турнира ATP в Санкт-Пёльтене. В июле того года он попадёт в рейтинге в первую сотню, а также выходит в первый парный финал на турнире ATP в Кицбюэле (с Александром Поппом). В том же месяце он вышел в полуфинал турнира в Умаге. В октябре 2002 года вышел в четвертьфинал на турнире в Вене.
В апреле 2003 года вышел в полуфинал турнира в Хьюстоне. В июле на турнире в Ньюпорте ему удалось выйти в финал в одиночном и парном разряде, но в обоих уступает. В том же месяце Юргену удалось дойти до ещё одного финала в парах на турнире в Кицбюэле (с Александром Пейей).

### 2004—2006
На Открытом чемпионате Австралии 2004 года дошёл до третьего раунда. В марте выиграл турнир серии «челленджер» в Бока-Ратоне. На турнире серии Мастерс в Майами вышел в третий раунд, обыграв 8-го в мире на тот момент Тима Хенмена 7-6(3), 2-6, 7-6(4). В апреле на турнире в Хьюстоне Мельцер вышел в четвертьфинал. В мае это ему удалось сделать на турнире Мастерс в Гамбурге. Среди тех, кого он обыграл, были Николас Массу и Марат Сафин. На турнире в Санкт-Пёльтене он вышел в полуфинал. В июле на турнире в Ньюпорте его результатом стал четвертьфинал. В конце июля на турнире серии Мастерс в Торонто он сумел выиграть у Доминика Хрбаты, Андре Агасси и Фернандо Гонсалеса и выйти в четвертьфинал, где он уступил Николасу Киферу. В августе он принял участие в Летних Олимпийских играх в Афинах. Выступив только в одиночном разряде, он очень легко уступает в первом раунде Винсенту Спейди 0-6, 1-6. В августе он выходит в четвертьфинал на турнире в Лонг-Айленде. На Открытом чемпионате США Мельцер дошёл до третьего раунда. В октябре он выходит в четвертьфинал турнира в Лионе.
2005 год Мельцер начинает с выхода в четвертьфинал в Аделаиде. На Открытом чемпионате Австралии он выходит в третий раунд и уступает № 2 в мире Энди Роддику, зато в парных соревнованиях он и его партнёр Александр Васке смогли дойти до полуфинала. В феврале он вышел в полуфинал турнира в Сан-Хосе и выиграл по пути Андре Агасси 6-3, 6-1. В апреле он выходит в полуфинал в Сан-Хосе. В мае в Санкт-Пёльтене он вышел в свой второй одиночный финал на турнирах ATP, но вновь уступил его (Николаю Давыденко 3-6, 6-2, 4-6. На Открытом чемпионате Франции его результатом становится третий раунд в одиночном и четвертьфинал в парном (с Юлианом Ноулом). На Уимблдонском турнире он также дошёл до третьего раунда. В октябре 2005 года он вместе с Ноулом он выиграл первый свой турнир ATP в Санкт-Петербурге.
В апреле 2006 года Юрген вышел в финал на турнире в Хьюстоне, где уступил Марди Фишу 6-3, 4-6, 3-6. Также он попал на этом турнире и в парный финал. На турнире в Касабланке выиграл парный титул совместно с Юлианом Ноулом. В мае выходит в полуфинал на турнире в Мюнхене и четвертьфинал в Пёрчах-ам-Вёртерзе. В июле на турнире в Ньюпорте в одиночном разряде доходит до полуфинала, а в парном с Робертом Кендриком завоёвывает титул. Летом он смог выйти в четвертьфиналы на турнирах в Кицбюэле и Нью-Хейвене. В сентябре 2006 года у Мельцера получилось выиграть первый титул ATP в одиночном разряде. На грунтовом турнире в Бухаресте в финале он переиграл Филиппо Воландри 6-1, 7-5. Набрав хорошую форму, он смог выйти в финал в начале октября на турнире в Меце, но уступил его по итогу Новаку Джоковичу 6-4, 3-6, 2-6. Сезон он закончил на 41-м месте в рейтинге.

### 2007—2009

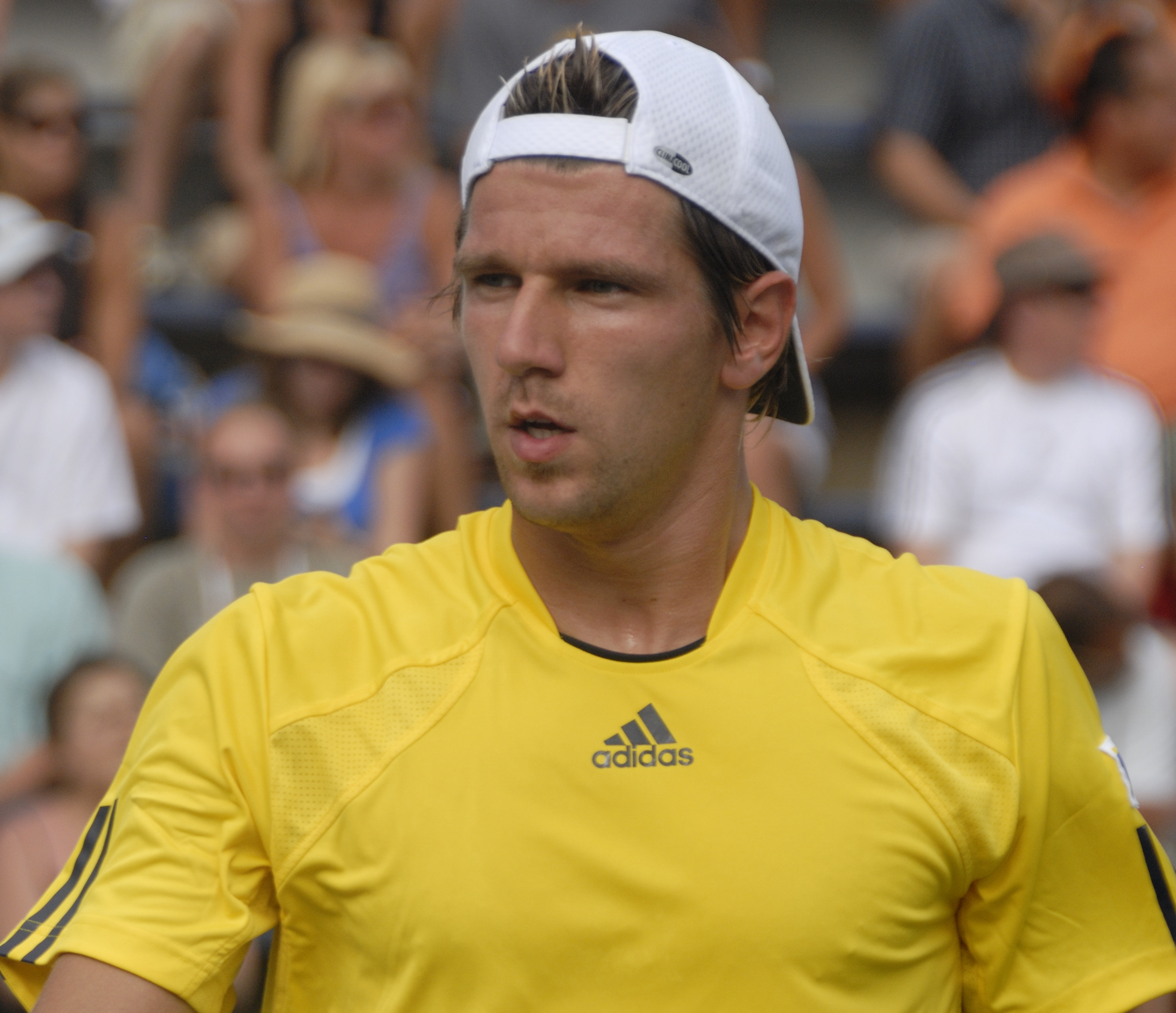
Мельцер на Открытом чемпионате США 2008 года

В январе 2007 года выходит в полуфинал в Сиднее. В начале марта Мельцер вышел в финал турнира в Лас-Вегасе. В решающем матче он уступает Ллейтону Хьюитту 4-6, 6-7(10). В апреле сыграл в четвертьфинале в Хьюстоне, а в начале мая — в Мюнхене. До конца сезона больше этих результатов он не повторяет, выбывая на турнирах в первых раундах. В следующий раз до четвертьфинала ATP он дойдет лишь в мае 2008 года на турнире в Пёрчах-ам-Вёртерзе. В июне 2008 года завоевал титул в парном разряде на травяном турнире в Хертогенбосе совместно с Марио Анчичем. В июле на турнире в Кицбюэле вышел в финал, но уступил Хуану Мартину дель Потро 2-6, 1-6. Затем он смог выиграть парный титул со своим братом на турнире серии «челленджер» в Граце. На Олимпийских играх в Пекине в одиночном разряде Мельцеру удаётся дойти до четвертьфинала (уступил будущему чемпиону Рафаэлю Надалю). В парном разряде с Юлианом Ноулом выбыл во втором раунде. Осенью 2008 года вышел в четвертьфинал на турнирах в Бангкоке и Вене.
Первый раз в четвертьфинале в 2009 году сыграл в мае на турнире в Кицбюэле. В июне до этой стадии доходит на травяном турнире в Халле, а в июле на грунтовом в Бостаде. Также он выходит в полуфинал на турнире в Умаге. На турнире в Нью-Хейвене он вышел в четвертьфинал, а также с Юлианом Ноулом выиграл парный титул. На турнире в Бангкоке добрался до полуфинала. Затем в начале октября выигрывает парный титул с Ноулом на турнире в Токио. В начале ноябре Мельцер завоевал второй в своей карьере одиночный титул ATP. Произошло это на турнире в Вене, где в финале он переиграл № 13 в мировом рейтинге Марина Чилича 6-4, 6-3. Победив на домашнем турнире в Вене, Мельцер стал всего лишь вторым австрийцем после Хорста Шкоффа (победил в 1988 году), выигравшим этот турнир в одиночном разряде за всю его 35-летнюю историю. Сезон Юрген завершает на 34-м месте в рейтинге.

### 2010—2011 (полуфинал на Ролан Гаррос и два титула Большого шлема в парах)

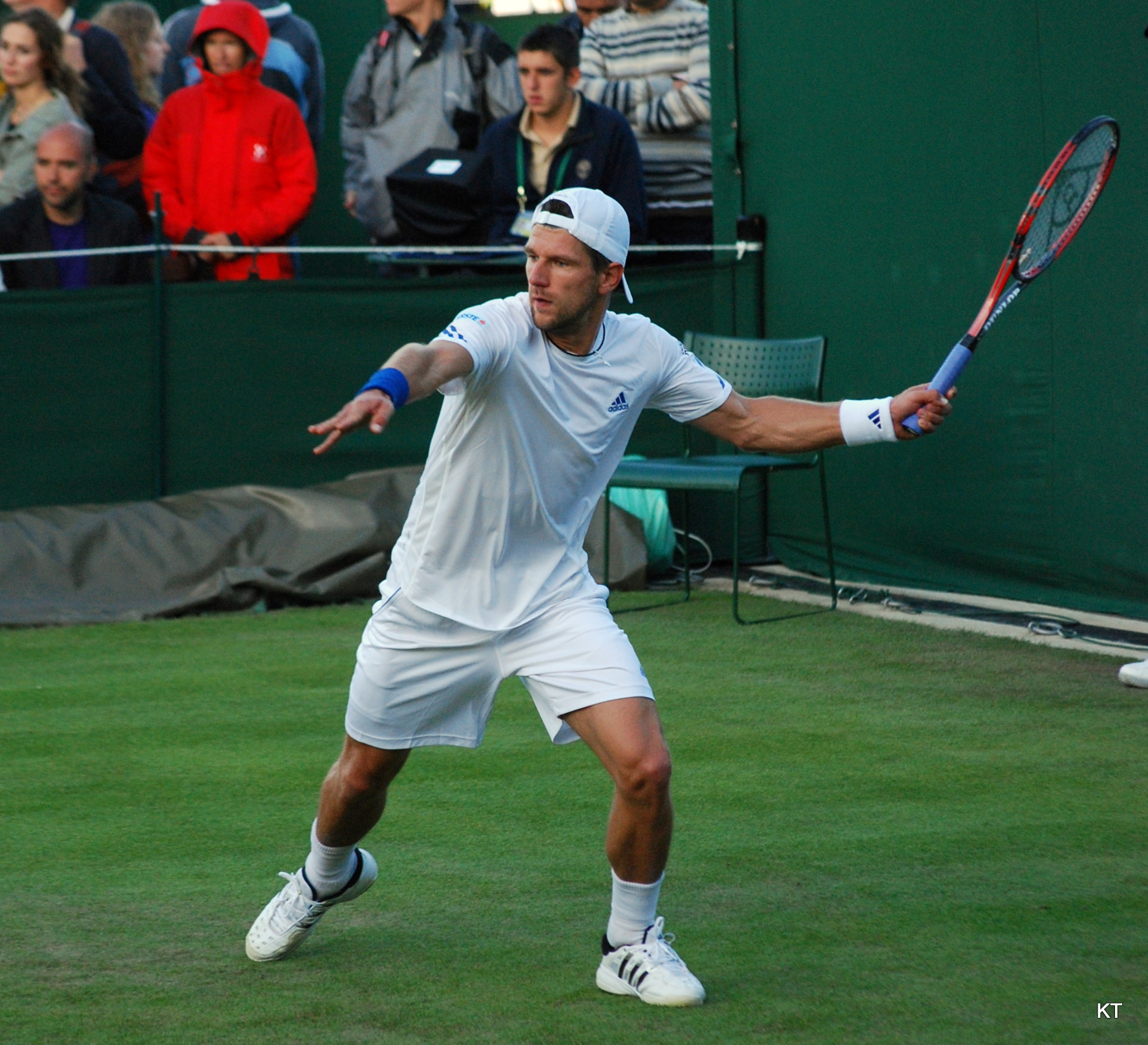
Мельцер на Уимблдонском турнире 2011 года

Наиболее успешным в карьере Мельцера становится 2010 год. В январе он вышел в четвертьфинал турнира в Окленде. В начале февраля на турнире в Загребе он вышел в полуфинал в одиночном разряде, а в парном выиграл титул со своим новым постоянным партнёром Филиппом Пецшнером. Затем в феврале он выходит в четвертьфинал в Роттердаме и в полуфинал в Дубае. В мае на турнире серии Мастерс в Мадриде он вышел в четвертьфинал, обыграв по пути № 9 в рейтинге Фернандо Вердаско 7-5, 6-3.
12 раз Юрген играл в третьих раундах на турнирах Большого шлема в одиночном разряде (как минимум 2 раза на каждом из 4) и только с 12-й попытки сумел пробиться в 4-й раунд, обыграв в 3-м раунде Открытого чемпионата Франции 2010 года Давида Феррера со счётом 6-4, 6-0, 7-6(1). В 4-м раунде Юрген в 4 сетах обыграл россиянина Теймураза Габашвили 7-6(6), 4-6, 6-1, 6-4 и стал первым австрийцем с 1998 года, вышедшим в четвертьфинал Открытого чемпионата Франции в мужском одиночном разряде. В четвертьфинале Мельцер сумел неожиданно выиграть в 5 сетах у серба Новака Джоковича, несмотря на то, что уступил в первых 2 партиях (счёт 3-6, 2-6, 6-2, 7-6(3), 6-4). (Единственный теннисист, выигравший матч у Новака Джоковича с 0:2 по сетам на март 2023 года). В полуфинале австриец уступил Рафаэлю Надалю 2-6, 3-6, 6-7(6), который в дальнейшем в пятый раз в карьере выиграл Ролан Гаррос, не уступив за турнир ни одного сета.
В 2010 году также впервые сумел выйти в 4-й раунд Уимблдонского турнира в одиночном разряде, где уступил Роджеру Федереру. Главное же достижение на этом турнире он совершил в парном разряде. Выступая здесь в паре с немцем Филиппом Пецшнером, Мельцер сумел впервые для себя завоевать титул победителя турнира Большого шлема во взрослых соревнованиях. В финале они переиграли Роберта Линдстедта и Хория Текэу 6-1, 7-5, 7-5. Эта победа стала неожиданностью, так как пара не являлось одной из сеяных и к тому же Мельцер стал первым австрийцем, кому удалось победить на Уимблдонском турнире.
| Стадия  | Соперники (посев)                  | Рейтинг   | Счёт                   |
| 1 раунд | Ксавье Малисс Оливье Рохус         | 307 / 178 | 7-5 6-2 7-6(4)         |
| 2 раунд | Симон Аспелин Пол Хенли (10)       | 17 / 18   | 6-7(3) 6-2 6-3 6-4     |
| 3 раунд | Лу Яньсюнь Янко Типсаревич         | 114 / 124 | 6-4 6-2 6-4            |
| 1/4     | Рохан Бопанна Айсам-уль-Хак Куреши | 52 / 43   | 6-4 7-6(3) 6-2         |
| 1/2     | Уэсли Муди Дик Норман (7)          | 20 / 19   | 7-6(3) 6-3 3-6 5-7 6-3 |
| Финал   | Роберт Линдстедт Хория Текэу (16)  | 27 / 32   | 6-1 7-5 7-5            |

После выступления на Уимблдонском турнире довольно стабильно провёл июль, дважды выходя в четвертьфинал на турнирах в Штутгарте и Умаге, а также сыграв в финале на турнире в Гамбурге. Улучшить свой результат ему удалось и на Открытом чемпионате США, где он вышел в четвёртый раунд.
В сентябре Мельцер вышел в четвертьфинал в Бангкоке. На Мастерсе в Шанхае в матче третьего раунда он переиграл № 1 в мировом рейтинге Рафаэля Надаля 6-1, 3-6, 6-3. Эта победа оказалось для Мельцера первой как над Надалем, так и над первой ракеткой мира. В Шанхае он также сумел завоевать титул победителя в парном разряде, выступая в паре с Леандером Паесом. В самом конце октября он защитил свой прошлогодний титул на турнире в Вене, переиграв своего соотечественника Андреаса Хайдер-Маурера 6-7(10), 7-6(4), 6-4. На Мастерсе в Париже его результатом становится выход в четвертьфинал. В самом конце сезона принимает участие в итоговом турнире года в парном разряде. Он выступает совместно с Пецшнером, но австрийско-немецкому дуэту не удаётся выйти из своей группы. По итогам года он впервые смог финишировать 11-м в одиночном рейтинге и 8-м в парном. За эти достижения у себя на родине в Австрии Мельцера признали спортсменом года.
В 2011 году стартовал с Открытого чемпионата Австралии, где вышел в четвёртый раунд, а в парном разряде с Пецшнером дошёл до четвертьфинала. С ним же в феврале выиграл парный титул турнира в Роттердаме. В одиночном разряде в феврале Мельцер выходит в четвертьфинал в Марселе. Примечательно, что на этом турнире он впервые в карьере выступил в качестве игрока первой десятки, которым он стал в начале турнира. В апреле на Мастерсе в Монте-Карло, обыграв в четвертьфинале Роджера Федерера 6-4, 6-4 Юрген выходит в полуфинал и занимает самое высокое место в рейтинге в своей карьере — 8-е место. На турнире в Барселоне он вышел в четвертьфинал. В июле на Уимблдонском турнире Юрген Мельцер смог выиграть титул в смешанном парном разряде, выступая в паре с чешкой Иветой Бенешовой. В этом же месяце он выиграл парный титул на турнире в Штутгарте в паре с Филиппом Пецшнером. На турнире в Гамбурге он доходит до четвертьфинала.
В сентябре 2011 года Мельцер и Пецшнер сумели завоевать второй совместный парный титул на турнирах серии Большого шлема. Они выиграли Открытый чемпионат США, обыграв в финале турнира польскую пару Марцин Матковский/Мариуш Фирстенберг 6-2, 6-2 и получили за победу 420 000 долларов США в качестве призовых.
| Стадия  | Соперники (посев)                        | Рейтинг  | Счёт           |
| 1 раунд | Сантьяго Гонсалес Джейми Маррей          | 37 / 41  | 6-3 6-0        |
| 2 раунд | Энди Рам Йонатан Эрлих                   | 38 / 46  | 7-6(2) 6-2     |
| 3 раунд | Сергей Стаховский Михаил Южный           | 44 / 53  | 7-6(3) 6-3     |
| 1/4     | Давид Марреро Андреас Сеппи              | 48 / 121 | 6-1 6-2        |
| 1/2     | Симоне Болелли Фабио Фоньини             | 80 / 65  | 6-4 6-7(3) 6-1 |
| Финал   | Марцин Матковский Мариуш Фирстенберг (6) | 13 / 13  | 6-2 6-2        |

До конца сезона Мельцер ещё дважды попадает в четвертьфинал (в Куала-Лумпуре и Вене). В конце года второй раз в карьере принял участие в Итоговом турнире в парном разряде. Как и год назад, вместе с Филиппом Пецшнером он не смог выйти из группы.

### 2012—2014

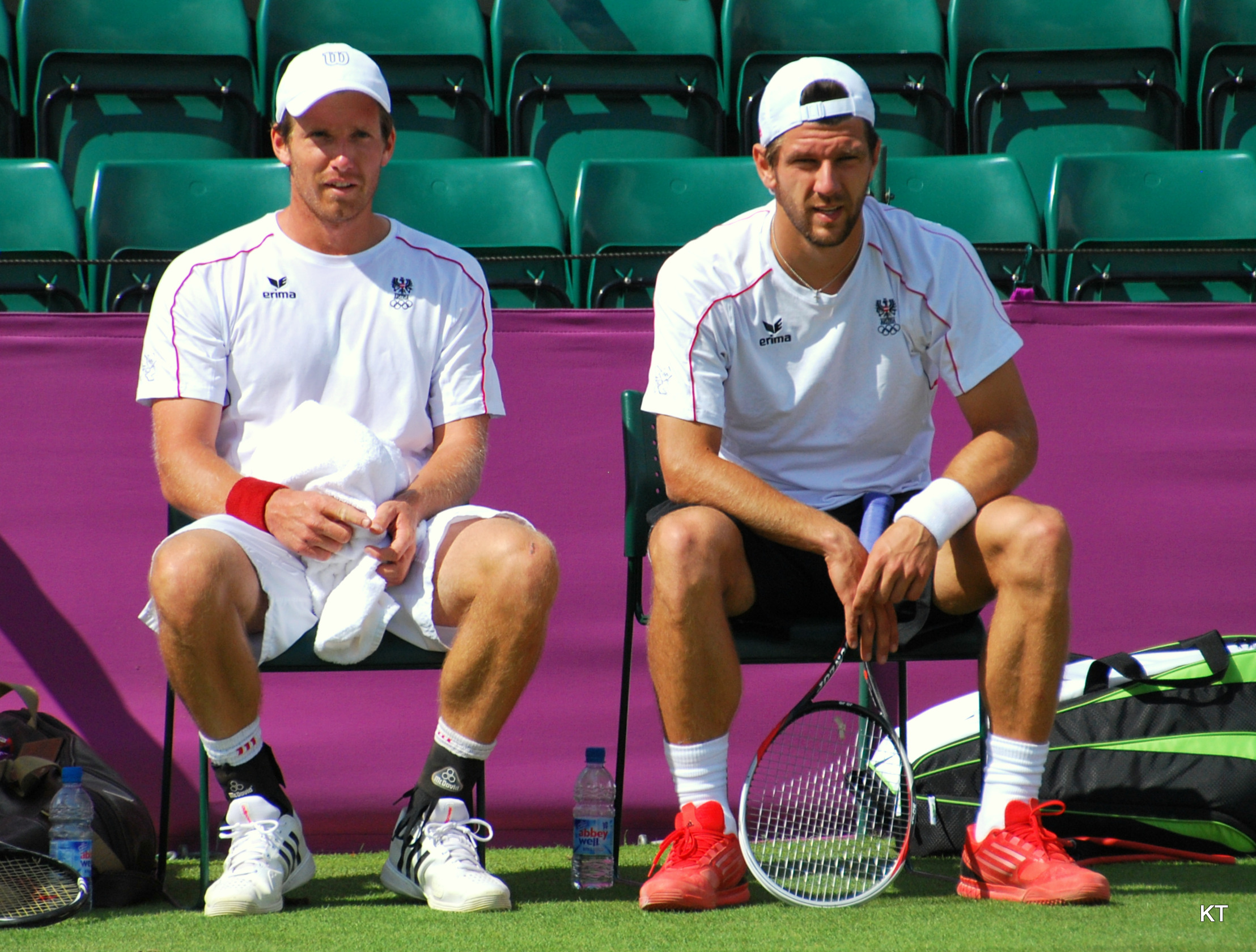
Юрген Мельцер (справа) и Александр Пейя на Олимпиаде 2012 года в Лондоне

В 2012 году Мельцер стартует неудачно, проиграв в первом раунде на двух турнирах подряд. В феврале вышел в четвертьфинал в Загребе и выиграл четвёртый в карьере одиночный титул ATP на турнире в Мемфисе. В финале он переиграл Милоша Раонича 7-5, 7-6(4). В дальнейшем у Мельцера пошла целая серия неудачных выступлений. На неё пришлось и выступление на летних Олимпийских играх 2012 года в Лондоне. Здесь в одиночном разряде он в первом же раунде проиграл Марину Чиличу 6-7(5), 2-6, а в парном разряде вместе с Александром Пейей проигрывает во втором раунде. Мельцеру лишь в октябре удалось выйти в четвертьфинал. Произошло это в Пекине. В октябре на турнире в Валенсии он смог выйти в полуфинал. При всем при этом Мельцер закончил сезон на 29-м месте в рейтинге.
2013 год начал с четвертьфинала в Брисбене. На Открытом чемпионате Австралии он дошёл до третьего раунда, где уступил Томашу Бердыху 3-6, 2-6, 2-6. В феврале вышел в финал на турнире в Загребе. Его он уступил местному теннисисту Марину Чиличу 3-6, 1-6. В марте Мельцер выиграл «челленджер» в Далласе. Далее ему удалось выйти в четвертьфинал на Мастерсе в Майами. На Уимблдонском турнире австриец смог продвинуться по сетке до четвёртого раунда, а в парном разряде совместно с Джеймсом Блейком вышел в четвертьфинал. В августе Мельцер выиграл пятый и последний титул в одиночном разряде на соревнования АТП. Он стал чемпионом в Уинстон-Сейлеме, обыграв в решающем матче на отказе от продолжения матча Гаэля Монфиса при счёте 6-3, 2-1 в пользу Мельцера. Осенью лучшим результатом австрийца стал выход в полуфинал в Куала-Лумпуре. По итогам сезона он сумел сохранить место в топ-30, заняв 27-ю позицию.
Начало 2014 года Мельцер пропустил из-за травмы плеча и появился на корте лишь в апреле. С этого сезона его игра в одиночном разряде заметно ухудшилась и из-за серии поражений и пропуска турниров из-за травм он потерял место в топ-100. Лучшим результатом по ходу сезона для него стал полуфинал в Хертогенбосе в июне, четвертьфинал в мае в Дюссельдорфе, а также третий раунд в Барселоне и на мастерсе в Риме. В парном разряде под конец года он смог взять парный титул на домашнем турнире в Вене в альянсе с Пецшнером, а также в паре с Марцином Матковским дойти до финала мастерса в Париже.

### 2015—2021 (завершение карьеры)
В июле 2016 года В Кицбюэле впервые за долгое время Мельцер смог выйти в четвертьфинал на турнире АТП-тура. В феврале и марте 2017 года он смог выиграть два титула на «челленджерах» в Будапеште и Вроцлаве. На 2019 год пришлись последние выступления Мельцера в одиночном разряде и он сосредоточил внимание на играх в парах. В феврале 2019 года в дуэте с Николой Мектичем он выиграл турнир в Софии. В апреле 2019 года вместе с другим хорватом Франко Шкугором выиграл парный турнир в Марракеше, в финале обыграв пару Матве Мидделкоп из Нидерландов и Фредерик Нильсен из Дании. В июле с соотечественником Оливером Марахом выиграл ещё один титул на грунтовом турнире в Гамбурге. С ним же на Открытом чемпионате США Мельцер дошёл до четвертьфинала, где они проиграли паре Орасио Себальос и Марсель Гранольерс.
В неполный сезон 2020 года Мельцер успел себя проявить, выиграв титул в октябре на турнире в Санкт-Петербурге в дуэте с Эдуаром Роже-Вассленом. На Итоговом турнире их пара смогла выйти в финал, где в они проиграли Уэсли Колхофу и Николе Мектичу — 2-6, 6-3, [5-10]. По итогу сезона Мельцер занял 21-е место в парном рейтинге.
Последним в спортивной карьере Мельцера стал 2021 год, в котором он сыграл в парах на пяти турнирах и не выиграл ни одного матча. В возрасте 40 лет он сыграл последний матч в паре с Александром Зверевым на домашнем турнире в Вене. В декабре того же года он стал капитаном сборной Австрии в Кубке Дэвиса.

## Рейтинг на конец года
| Год  | Одиночный рейтинг | Парный рейтинг |
| 2021 | 1 558             | 84             |
| 2020 | 1 345             | 21             |
| 2019 | 1 310             | 36             |
| 2018 | 288               | 134            |
| 2017 | 186               | 214            |
| 2016 | 306               | 162            |
| 2015 | 155               | 107            |
| 2014 | 113               | 35             |
| 2013 | 27                | 51             |
| 2012 | 29                | 26             |
| 2011 | 33                | 13             |
| 2010 | 11                | 8              |
| 2009 | 28                | 26             |
| 2008 | 34                | 46             |
| 2007 | 60                | 53             |
| 2006 | 41                | 22             |
| 2005 | 52                | 28             |
| 2004 | 39                | 101            |
| 2003 | 79                | 83             |
| 2002 | 91                | 181            |
| 2001 | 168               | 505            |
| 2000 | 358               | 650            |
| 1999 | 491               | 330            |
| 1998 | 973               | 1 127          |

По данным официального сайта ATP на последнюю неделю года.

## Выступления на турнирах

### Финалы турнировATPв одиночном разряде (13)

#### Победы (5)
| Легенда                         |
| ------------------------------- |
| Турниры Большого шлема (0+2+1*) |
| Итоговый турнир ATP (0)         |
| Мастерс (0+1)                   |
| АТР 500 (1+4)                   |
| АТР 250 (4+10)                  |

| Титулы по покрытиям | Титулы по месту проведения матчей турнира |
| ------------------- | ----------------------------------------- |
| Хард (4+9*)         | Зал (3+6)                                 |
| Грунт (1+4)         | Зал (3+6)                                 |
| Трава (0+3+1)       | Открытый воздух (2+11+1)                  |
| Ковёр (0+1)         | Открытый воздух (2+11+1)                  |

* количество побед в одиночном разряде + количество побед в парном разряде + количество побед в миксте.
| №  | Дата             | Турнир              | Покрытие   | Соперник в финале     | Счёт               |
| 1. | 17 сентября 2006 | Бухарест, Румыния   | Грунт      | Филиппо Воландри      | 6-1 7-5            |
| 2. | 1 ноября 2009    | Вена, Австрия       | Хард (зал) | Марин Чилич           | 6-4 6-3            |
| 3. | 31 октября 2010  | Вена, Австрия (2)   | Хард (зал) | Андреас Хайдер-Маурер | 6-7(10) 7-6(4) 6-4 |
| 4. | 26 февраля 2012  | Мемфис, США         | Хард (зал) | Милош Раонич          | 7-5 7-6(4)         |
| 5. | 24 августа 2013  | Уинстон-Сейлем, США | Хард       | Гаэль Монфис          | 6-3 2-1 — отказ    |

#### Поражения (8)
| №  | Дата            | Турнир                 | Покрытие   | Соперник в финале      | Счёт           |
| 1. | 13 июля 2003    | Ньюпорт, США           | Трава      | Робби Джинепри         | 4-6 7-6(3) 1-6 |
| 2. | 21 мая 2005     | Санкт-Пёльтен, Австрия | Грунт      | Николай Давыденко      | 3-6 6-2 4-6    |
| 3. | 16 апреля 2006  | Хьюстон, США           | Грунт      | Марди Фиш              | 6-3 4-6 3-6    |
| 4. | 8 октября 2006  | Мец, Франция           | Хард (зал) | Новак Джокович         | 6-4 3-6 2-6    |
| 5. | 4 марта 2007    | Лас-Вегас, США         | Хард       | Ллейтон Хьюитт         | 4-6 6-7(10)    |
| 6. | 20 июля 2008    | Кицбюэль, Австрия      | Грунт      | Хуан Мартин дель Потро | 2-6 1-6        |
| 7. | 25 июля 2010    | Гамбург, Германия      | Грунт      | Андрей Голубев         | 3-6 5-7        |
| 8. | 10 февраля 2013 | Загреб, Хорватия       | Хард (зал) | Марин Чилич            | 3-6 1-6        |

### Финалы челленджеров и фьючерсов в одиночном разряде (13)

#### Победы (7)
| Условные обозначения |
| Челленджеры (5+6*)   |
| Фьючерсы (2+1)       |

| Титулы по покрытиям | Титулы по месту проведения матчей турнира |
| ------------------- | ----------------------------------------- |
| Хард (6+4*)         | Зал (2+2)                                 |
| Грунт (1+3)         | Зал (2+2)                                 |
| Трава (0)           | Открытый воздух (5+5)                     |
| Ковёр (0)           | Открытый воздух (5+5)                     |

* количество побед в одиночном разряде + количество побед в парном разряде.
| №  | Дата            | Турнир                  | Покрытие   | Соперник в финале | Счёт        |
| 1. | 21 января 2001  | Гватемала, Гватемала    | Хард       | Иван Вайда        | 3-6 6-3 6-0 |
| 2. | 28 января 2001  | Гватемала, Гватемала    | Хард       | Маркос Даниэль    | 4-6 6-4 6-1 |
| 3. | 26 августа 2001 | Мёнхенгладбах, Германия | Грунт      | Йенс Книппшильд   | 4-6 6-1 6-3 |
| 4. | 21 марта 2004   | Бока-Ратон, США         | Хард       | Томас Энквист     | 6-3 4-6 6-3 |
| 5. | 17 марта 2013   | Даллас, США             | Хард       | Денис Кудла       | 6-4 2-6 6-1 |
| 6. | 12 февраля 2017 | Будапешт, Венгрия       | Хард (зал) | Мартон Фучович    | 7-6(6) 6-2  |
| 7. | 5 марта 2017    | Вроцлав, Польша         | Хард (зал) | Михал Пшисенжний  | 6-4 6-3     |

#### Поражения (6)
| №  | Дата           | Турнир               | Покрытие    | Соперник в финале | Счёт           |
| 1. | 8 июля 2001    | Попрад, Словакия     | Грунт       | Юрай Хашко        | 6-7(5) 2-6     |
| 2. | 27 января 2002 | Хайльбронн, Германия | Ковёр (зал) | Александр Попп    | 6-3 3-6 4-6    |
| 3. | 9 июня 2002    | Фюрт, Германия       | Грунт       | Луис Орна         | 4-6 2-6        |
| 4. | 26 января 2003 | Хайльбронн, Германия | Ковёр (зал) | Кароль Бек        | 2-6 7-5 6-7(5) |
| 5. | 2 ноября 2003  | Ахен, Германия       | Ковёр (зал) | Александр Пейя    | 6-7(2) 1-6     |
| 6. | 3 февраля 2008 | Вроцлав, Польша      | Хард (зал)  | Кристоф Влиген    | 4-6 6-3 3-6    |

#### Несыгранные финалы (1)
| №  | Дата           | Турнир               | Покрытие | Соперник в финале |
| 1. | 14 января 2001 | Гватемала, Гватемала | Хард     | Валентин Санон    |

### Финалы турниров Большого шлема в парном разряде (2)

#### Победы (2)
| №  | Год  | Турнир                 | Покрытие | Партнёр        | Соперники в финале                   | Счёт        |
| 1. | 2010 | Уимблдон               | Трава    | Филипп Пецшнер | Роберт Линдстедт Хория Текэу         | 6-1 7-5 7-5 |
| 2. | 2011 | Открытый чемпионат США | Хард     | Филипп Пецшнер | Марцин Матковский Мариуш Фирстенберг | 6-2 6-2     |

### Финалы Итогового турнираATPв парном разряде (1)

#### Поражения (1)
| №  | Год  | Турнир                 | Покрытие   | Партнёр            | Соперники в финале         | Счёт           |
| 1. | 2020 | Лондон, Великобритания | Хард (зал) | Эдуар Роже-Васслен | Уэсли Колхоф Никола Мектич | 2-6 6-3 [5-10] |

### Финалы турнировATPв парном разряде (37)

#### Победы (17)
| №   | Дата             | Турнир                      | Покрытие    | Партнёр            | Соперники в финале                   | Счёт              |
| 1.  | 30 октября 2005  | Санкт-Петербург, Россия     | Ковёр (зал) | Юлиан Ноул         | Йонас Бьоркман Максим Мирный         | 4-6 7-5 7-5       |
| 2.  | 30 апреля 2006   | Касабланка, Марокко         | Грунт       | Юлиан Ноул         | Александр Васке Михаэль Кольманн     | 6-3 6-4           |
| 3.  | 16 июля 2006     | Ньюпорт, США                | Трава       | Роберт Кендрик     | Джастин Гимелстоб Джефф Кутзе        | 7-6(3) 6-0        |
| 4.  | 21 июня 2008     | Хертогенбос, Нидерланды     | Трава       | Марио Анчич        | Махеш Бхупати Леандер Паес           | 7-6(5) 6-3        |
| 5.  | 29 августа 2009  | Нью-Хэйвен, США             | Хард        | Юлиан Ноул         | Бруно Соарес Кевин Ульетт            | 6-4 7-6(3)        |
| 6.  | 11 октября 2009  | Токио, Япония               | Хард        | Юлиан Ноул         | Джордан Керр Росс Хатчинс            | 6-2 5-7 [10-8]    |
| 7.  | 7 февраля 2010   | Загреб, Хорватия            | Хард (зал)  | Филипп Пецшнер     | Арно Клеман Оливье Рохус             | 3-6 6-3 [10-8]    |
| 8.  | 3 июля 2010      | Уимблдон                    | Трава       | Филипп Пецшнер     | Роберт Линдстедт Хория Текэу         | 6-1 7-5 7-5       |
| 9.  | 16 октября 2010  | Шанхай, Китай               | Хард        | Леандер Паес       | Марцин Матковский Мариуш Фирстенберг | 7-5 4-6 [10-5]    |
| 10. | 13 февраля 2011  | Роттердам, Нидерланды       | Хард (зал)  | Филипп Пецшнер     | Ненад Зимонич Микаэль Льодра         | 6-4 3-6 [10-5]    |
| 11. | 17 июля 2011     | Штутгарт, Германия          | Грунт       | Филипп Пецшнер     | Марсель Гранольерс Марк Лопес        | 6-3 6-4           |
| 12. | 10 сентября 2011 | Открытый чемпионат США      | Хард        | Филипп Пецшнер     | Марцин Матковский Мариуш Фирстенберг | 6-2 6-2           |
| 13. | 19 октября 2014  | Вена, Австрия               | Хард (зал)  | Филипп Пецшнер     | Андре Бегеман Юлиан Ноул             | 7-6(6) 4-6 [10-7] |
| 14. | 10 февраля 2019  | София, Болгария             | Хард (зал)  | Никола Мектич      | Кристофер Рунгкат Се Чжэнпэн         | 6-2 4-6 [10-2]    |
| 15. | 13 апреля 2019   | Марракеш, Марокко           | Грунт       | Франко Шкугор      | Матве Мидделкоп Фредерик Нильсен     | 6-4 7-6(6)        |
| 16. | 28 июля 2019     | Гамбург, Германия           | Грунт       | Оливер Марах       | Уэсли Колхоф Робин Хасе              | 6-2 7-6(3)        |
| 17. | 18 октября 2020  | Санкт-Петербург, Россия (2) | Хард (зал)  | Эдуар Роже-Васслен | Марсело Демолинер Матве Мидделкоп    | 6-2 7-6(4)        |

#### Поражения (20)
| №   | Дата            | Турнир                      | Покрытие    | Партнёр            | Соперники в финале                | Счёт               |
| 1.  | 14 июля 2002    | Ньюпорт, США                | Трава       | Александр Попп     | Боб Брайан Майк Брайан            | 5-7 3-6            |
| 2.  | 13 июля 2003    | Ньюпорт, США                | Трава       | Юлиан Ноул         | Джордан Керр Дэвид Макферсон      | 6-7(4) 3-6         |
| 3.  | 27 июля 2003    | Кицбюэль, Австрия           | Грунт       | Александр Пейя     | Мартин Дамм Цирил Сук             | 4-6 4-6            |
| 4.  | 16 апреля 2006  | Хьюстон, США                | Грунт       | Юлиан Ноул         | Александр Васке Михаэль Кольманн  | 7-5 4-6 [5-10]     |
| 5.  | 8 октября 2006  | Мец, Франция                | Хард (зал)  | Юлиан Ноул         | Ришар Гаске Фабрис Санторо        | 6-3 1-6 [9-11]     |
| 6.  | 15 октября 2006 | Вена, Австрия               | Хард (зал)  | Юлиан Ноул         | Павел Визнер Петр Пала            | 4-6 6-3 [10-12]    |
| 7.  | 29 октября 2006 | Санкт-Петербург, Россия     | Ковёр (зал) | Юлиан Ноул         | Симон Аспелин Тодд Перри          | 1-6 6-7(3)         |
| 8.  | 25 февраля 2007 | Мемфис, США                 | Хард (зал)  | Юлиан Ноул         | Эрик Буторак Джейми Маррей        | 5-7 3-6            |
| 9.  | 28 октября 2007 | Санкт-Петербург, Россия     | Ковёр (зал) | Тодд Перри         | Ненад Зимонич Даниэль Нестор      | 1-6 6-7(3)         |
| 10. | 12 января 2008  | Окленд, Новая Зеландия      | Хард        | Ксавье Малисс      | Хуан Монако Луис Орна             | 4-6 6-3 [7-10]     |
| 11. | 24 мая 2008     | Пёрчах-ам-Вёртерзе, Австрия | Грунт       | Юлиан Ноул         | Марсело Мело Андре Са             | 5-7 7-6(3) [11-13] |
| 12. | 1 ноября 2009   | Вена, Австрия               | Хард (зал)  | Юлиан Ноул         | Лукаш Кубот Оливер Марах          | 6-2 4-6 [9-11]     |
| 13. | 3 октября 2010  | Бангкок, Таиланд            | Хард (зал)  | Йонатан Эрлих      | Кристофер Кас Виктор Троицки      | 4-6 4-6            |
| 14. | 7 января 2012   | Брисбен, Австралия          | Хард        | Филипп Пецшнер     | Максим Мирный Даниэль Нестор      | 1-6 2-6            |
| 15. | 2 ноября 2014   | Париж, Франция              | Хард (зал)  | Марцин Матковский  | Боб Брайан Майк Брайан            | 6-7(5) 7-5 [6-10]  |
| 16. | 3 мая 2015      | Стамбул, Турция             | Грунт       | Роберт Линдстедт   | Раду Албот Душан Лайович          | 4-6 6-7(2)         |
| 17. | 23 октября 2016 | Москва, Россия              | Хард (зал)  | Юлиан Ноул         | Хуан Себастьян Кабаль Роберт Фара | 5-7 6-4 [5-10]     |
| 18. | 21 июля 2019    | Умаг, Хорватия              | Грунт       | Оливер Марах       | Филипп Освальд Робин Хасе         | 5-7 7-6(2) [12-14] |
| 19. | 14 ноября 2020  | София, Болгария             | Хард (зал)  | Эдуар Роже-Васслен | Джейми Маррей Нил Скупски         | Без игры           |
| 20. | 22 ноября 2020  | Итоговый турнир ATP         | Хард (зал)  | Эдуар Роже-Васслен | Уэсли Колхоф Никола Мектич        | 2-6 6-3 [5-10]     |

### Финалы челленджеров и фьючерсов в парном разряде (14)

#### Победы (7)
| №  | Дата            | Турнир                   | Покрытие   | Партнёр         | Соперники в финале             | Счёт              |
| 1. | 12 марта 2000   | Хоумбуш, Австралия       | Хард       | Филипп Мюллнер  | Кристиан Капалик Райан Уолтерс | 3-6 6-3 6-4       |
| 2. | 24 февраля 2002 | Андрезье-Бутеон, Франция | Хард (зал) | Юлиан Ноул      | Александар Китинов Тодд Перри  | 6-4 6-7(5) 6-1    |
| 3. | 2 августа 2008  | Грац, Австрия            | Грунт      | Геральд Мельцер | Жюльен Жанпьер Николя Ренаван  | 1-6 7-6(8) [10-4] |
| 4. | 17 марта 2013   | Даллас, США              | Хард       | Филипп Пецшнер  | Эрик Буторак Доминик Инглот    | 6-3 6-1           |
| 5. | 9 октября 2016  | Монс, Бельгия            | Хард (зал) | Юлиан Ноул      | Сандер Арендс Уэсли Колхоф     | 7-6(4) 7-6(4)     |
| 6. | 23 апреля 2017  | Сарасота, США            | Грунт      | Скотт Липски    | Стефан Козлов Питер Полански   | 6-2 6-4           |
| 7. | 12 мая 2019     | Экс-ан-Прованс, Франция  | Грунт      | Кевин Кравиц    | Фредерик Нильсен Тим Пютц      | 7-6(5) 6-2        |

#### Поражения (7)
| №  | Дата            | Турнир               | Покрытие   | Партнёр        | Соперники в финале                  | Счёт               |
| 1. | 25 июля 1999    | Швац, Австрия        | Грунт      | Александр Пейя | Даниэль Караччоло Фернандо лас Эрас | 1-6 7-6(4) 4-6     |
| 2. | 22 августа 1999 | Танжер, Марокко      | Грунт      | Филипп Мюллнер | Тим Кричтон Тодд Перри              | 3-6 4-6            |
| 3. | 5 марта 2000    | Хоумбуш, Австралия   | Хард       | Филипп Мюллнер | Крис Рэй Себастьен Свирк            | 7-6(5) 1-6 3-6     |
| 4. | 14 января 2001  | Гватемала, Гватемала | Хард       | Филипп Мюллнер | Оливер Марах Дьялмар Систерманс     | 6-7(0) 0-1 — отказ |
| 5. | 28 января 2001  | Гватемала, Гватемала | Хард       | Филипп Мюллнер | Оливер Марах Дьялмар Систерманс     | 4-6 4-6            |
| 6. | 3 февраля 2008  | Вроцлав, Польша      | Хард (зал) | Вернер Эшауэр  | Лукаш Росол Джеймс Серретани        | 7-6(7) 3-6 [7-10]  |
| 7. | 20 января 2019  | Кобленц, Германия    | Хард (зал) | Филип Полашек  | Зденек Колар Адам Павласек          | 3-6 4-6            |

### Финалы турниров Большого шлема в смешанном парном разряде (1)

#### Победы (1)
| №  | Год  | Турнир   | Покрытие | Партнёрша      | Соперники в финале          | Счёт    |
| 1. | 2011 | Уимблдон | Трава    | Ивета Бенешова | Махеш Бхупати Елена Веснина | 6-3 6-2 |

## История выступлений на турнирах
| Турнир                       | 2000          | 2001          | 2002          | 2003          | 2004          | 2005          | 2006          | 2007          | 2008          | 2009                    | 2010                    | 2011                    | 2012                    | 2013                    | 2014                    | 2015                    | 2016                    | 2017                    | 2018                    | Итог   | В/П за карьеру |
| ---------------------------- | ------------- | ------------- | ------------- | ------------- | ------------- | ------------- | ------------- | ------------- | ------------- | ----------------------- | ----------------------- | ----------------------- | ----------------------- | ----------------------- | ----------------------- | ----------------------- | ----------------------- | ----------------------- | ----------------------- | ------ | -------------- |
| Турниры Большого шлема       |               |               |               |               |               |               |               |               |               |                         |                         |                         |                         |                         |                         |                         |                         |                         |                         |        |                |
| Открытый чемпионат Австралии | -             | -             | К             | 1Р            | 3Р            | 3Р            | 1Р            | 2Р            | 2Р            | 3Р                      | 1Р                      | 4Р                      | 1Р                      | 3Р                      | -                       | 2Р                      | -                       | 1Р                      | -                       | 0 / 13 | 14-13          |
| Открытый чемпионат Франции   | -             | -             | -             | 1Р            | 2Р            | 3Р            | 1Р            | 2Р            | 3Р            | 3Р                      | 1/2                     | 2Р                      | 1Р                      | 1Р                      | 2Р                      | 2Р                      | -                       | -                       | К                       | 0 / 13 | 16-13          |
| Уимблдонский турнир          | 1Р            | К             | 1Р            | 2Р            | 1Р            | 3Р            | 1Р            | -             | 3Р            | 3Р                      | 4Р                      | 3Р                      | 2Р                      | 4Р                      | 1Р                      | К                       | -                       | К                       | К                       | 0 / 13 | 16-13          |
| Открытый чемпионат США       | -             | -             | 2Р            | 2Р            | 3Р            | 1Р            | 1Р            | 2Р            | 3Р            | 2Р                      | 4Р                      | 2Р                      | 1Р                      | 1Р                      | 1Р                      | 2Р                      | К                       | -                       | К                       | 0 / 14 | 13-14          |
| Итог                         | 0 / 1         | 0 / 0         | 0 / 2         | 0 / 4         | 0 / 4         | 0 / 4         | 0 / 4         | 0 / 3         | 0 / 4         | 0 / 4                   | 0 / 4                   | 0 / 4                   | 0 / 4                   | 0 / 4                   | 0 / 3                   | 0 / 3                   | 0 / 0                   | 0 / 1                   | 0 / 0                   | 0 / 53 |                |
| В/П в сезоне                 | 0-1           | 0-0           | 1-2           | 2-4           | 5-4           | 6-4           | 0-4           | 3-3           | 7-4           | 7-4                     | 11-4                    | 7-4                     | 1-4                     | 5-4                     | 1-3                     | 3-3                     | 0-0                     | 0-1                     | 0-0                     |        | 59-53          |
| Олимпийские игры             |               |               |               |               |               |               |               |               |               |                         |                         |                         |                         |                         |                         |                         |                         |                         |                         |        |                |
| Летняя олимпиада             | -             | Не проводился | Не проводился | Не проводился | 1Р            | Не проводился | Не проводился | Не проводился | 1/4           | Не проводился           | Не проводился           | Не проводился           | 1Р                      | Не проводился           | Не проводился           | Не проводился           | -                       | Не проводился           | Не проводился           | 0 / 3  | 3-3            |
| Турниры Мастерс              |               |               |               |               |               |               |               |               |               |                         |                         |                         |                         |                         |                         |                         |                         |                         |                         |        |                |
| Индиан-Уэлс                  | -             | -             | -             | К             | 1Р            | 3Р            | 1Р            | 2Р            | 2Р            | 3Р                      | 4Р                      | 3Р                      | 2Р                      | 1Р                      | -                       | 2Р                      | -                       | -                       | -                       | 0 / 11 | 6-11           |
| Майами                       | -             | -             | -             | К             | 3Р            | 1Р            | 1Р            | 2Р            | 2Р            | 2Р                      | 3Р                      | 2Р                      | 3Р                      | 1/4                     | -                       | 2Р                      | -                       | -                       | -                       | 0 / 11 | 10-11          |
| Монте-Карло                  | -             | -             | К             | -             | -             | 1Р            | -             | 1Р            | -             | 1Р                      | 2Р                      | 1/2                     | 2Р                      | 3Р                      | 1Р                      | -                       | -                       | -                       | -                       | 0 / 8  | 7-8            |
| Гамбург                      | -             | -             | -             | -             | 1/4           | 1Р            | 1Р            | 3Р            | К             | Не турнир серии Мастерс | Не турнир серии Мастерс | Не турнир серии Мастерс | Не турнир серии Мастерс | Не турнир серии Мастерс | Не турнир серии Мастерс | Не турнир серии Мастерс | Не турнир серии Мастерс | Не турнир серии Мастерс | Не турнир серии Мастерс | 0 / 4  | 5-4            |
| Мадрид                       | -             | -             | -             | -             | -             | 2Р            | -             | 1Р            | -             | 2Р                      | 1/4                     | 2Р                      | 2Р                      | 1Р                      | 1Р                      | -                       | -                       | -                       | -                       | 0 / 8  | 6-8            |
| Рим                          | -             | -             | -             | К             | -             | 1Р            | -             | 1Р            | -             | 3Р                      | 1Р                      | 2Р                      | 1Р                      | 1Р                      | 3Р                      | К                       | -                       | -                       | -                       | 0 / 8  | 4-8            |
| Торонто/Монреаль             | -             | -             | -             | -             | 1/4           | 1Р            | -             | 1Р            | -             | 1Р                      | 1Р                      | -                       | 1Р                      | 1Р                      | 1Р                      | -                       | -                       | -                       | -                       | 0 / 8  | 3-8            |
| Цинциннати                   | -             | -             | -             | -             | 1Р            | 1Р            | -             | 3Р            | -             | 2Р                      | 2Р                      | 1Р                      | 1Р                      | 1Р                      | 1Р                      | -                       | -                       | -                       | -                       | 0 / 9  | 4-9            |
| Шанхай                       | Не проводился | Не проводился | Не проводился | Не проводился | Не проводился | Не проводился | Не проводился | Не проводился | Не проводился | 3Р                      | 1/4                     | 2Р                      | 1Р                      | 2Р                      | -                       | -                       | -                       | -                       | -                       | 0 / 5  | 7-5            |
| Париж                        | -             | -             | -             | -             | 3Р            | -             | -             | 1Р            | -             | -                       | 1/4                     | -                       | 1Р                      | -                       | 2Р                      | -                       | -                       | -                       | -                       | 0 / 5  | 5-5            |
| Статистика за карьеру        |               |               |               |               |               |               |               |               |               |                         |                         |                         |                         |                         |                         |                         |                         |                         |                         |        |                |
| Проведено финалов            | 0             | 0             | 0             | 1             | 0             | 1             | 3             | 1             | 1             | 1                       | 2                       | 0                       | 1                       | 2                       | 0                       | 0                       | 0                       | 0                       | 0                       | 13     |                |
| Выиграно турниров            | 0             | 0             | 0             | 0             | 0             | 0             | 1             | 0             | 0             | 1                       | 1                       | 0                       | 1                       | 1                       | 0                       | 0                       | 0                       | 0                       | 0                       | 5      |                |
| В/П: всего                   | 0-5           | 1-1           | 10-11         | 14-20         | 27-27         | 26-26         | 33-26         | 23-25         | 30-26         | 36-29                   | 51-25                   | 22-23                   | 20-25                   | 25-27                   | 16-20                   | 9-12                    | 4-3                     | 0-2                     | 2-0                     |        | 350-334        |
| Σ % побед                    | 0 %           | 50 %          | 48 %          | 41 %          | 50 %          | 50 %          | 56 %          | 48 %          | 54 %          | 55 %                    | 67 %                    | 49 %                    | 44 %                    | 48 %                    | 44 %                    | 43 %                    | 57 %                    | 0 %                     | 100 %                   |        | 51 %           |

К — проиграл в квалификационном турнире.
| Турнир                       | 2003  | 2004  | 2005          | 2006          | 2007          | 2008  | 2009          | 2010          | 2011          | 2012  | 2013          | 2014          | 2015          | 2016  | 2017          | 2018          | 2019          | 2020          | 2021  | Итог   | В/П за карьеру |
| ---------------------------- | ----- | ----- | ------------- | ------------- | ------------- | ----- | ------------- | ------------- | ------------- | ----- | ------------- | ------------- | ------------- | ----- | ------------- | ------------- | ------------- | ------------- | ----- | ------ | -------------- |
| Турниры Большого шлема       |       |       |               |               |               |       |               |               |               |       |               |               |               |       |               |               |               |               |       |        |                |
| Открытый чемпионат Австралии | -     | 2Р    | 1/2           | 3Р            | 3Р            | 2Р    | 1Р            | 3Р            | 1/4           | 3Р    | 1Р            | -             | 1Р            | -     | 2Р            | -             | -             | 2Р            | -     | 0 / 13 | 19-13          |
| Открытый чемпионат Франции   | -     | 1Р    | 1/4           | 3Р            | -             | 1Р    | 2Р            | 1Р            | -             | 3Р    | 2Р            | 3Р            | 2Р            | -     | -             | -             | 2Р            | 3Р            | 1Р    | 0 / 13 | 14-12          |
| Уимблдонский турнир          | 1Р    | -     | 3Р            | 1Р            | -             | 2Р    | 1Р            | П             | 1/4           | 1/2   | 1/4           | 2Р            | 2Р            | -     | -             | 1Р            | 2Р            | НП            | 1Р    | 1 / 14 | 22-13          |
| Открытый чемпионат США       | 2Р    | 2Р    | 1Р            | 2Р            | 1Р            | 2Р    | 3Р            | 1Р            | П             | 2Р    | 1Р            | 2Р            | 1Р            | 2Р    | -             | 3Р            | 1/4           | 1Р            | 1Р    | 1 / 18 | 20-17          |
| Итог                         | 0 / 2 | 0 / 3 | 0 / 4         | 0 / 4         | 0 / 2         | 0 / 4 | 0 / 4         | 1 / 4         | 1 / 3         | 0 / 4 | 0 / 4         | 0 / 3         | 0 / 4         | 0 / 1 | 0 / 1         | 0 / 2         | 0 / 3         | 0 / 3         | 0 / 3 | 2 / 57 |                |
| В/П в сезоне                 | 1-2   | 2-3   | 9-4           | 5-3           | 2-2           | 3-4   | 3-4           | 8-3           | 12-2          | 9-4   | 4-4           | 4-3           | 2-4           | 1-1   | 1-1           | 2-2           | 4-3           | 3-3           | 0-3   |        | 75-55          |
| Олимпийские игры             |       |       |               |               |               |       |               |               |               |       |               |               |               |       |               |               |               |               |       |        |                |
| Летняя олимпиада             | НП    | -     | Не проводился | Не проводился | Не проводился | 2Р    | Не проводился | Не проводился | Не проводился | 2Р    | Не проводился | Не проводился | Не проводился | -     | Не проводился | Не проводился | Не проводился | Не проводился | -     | 0 / 2  | 2-2            |
| Итоговый турнир              |       |       |               |               |               |       |               |               |               |       |               |               |               |       |               |               |               |               |       |        |                |
| Итоговый турнир ATP          | -     | -     | -             | -             | -             | -     | -             | Группа        | Группа        | -     | -             | -             | -             | -     | -             | -             | -             | Ф             | -     | 0 / 3  | 5-6            |

| Турнир                       | 2006  | 2007  | 2008  | 2009  | 2011  | 2012  | 2014  | 2015  | 2019  | 2020  | Итог   | В/П за карьеру |
| ---------------------------- | ----- | ----- | ----- | ----- | ----- | ----- | ----- | ----- | ----- | ----- | ------ | -------------- |
| Турниры Большого шлема       |       |       |       |       |       |       |       |       |       |       |        |                |
| Открытый чемпионат Австралии | 1Р    | -     | -     | 1/4   | -     | 2Р    | -     | -     | -     | 1Р    | 0 / 4  | 3-4            |
| Открытый чемпионат Франции   | 2Р    | 1Р    | -     | -     | -     | -     | 1Р    | -     | -     | НП    | 0 / 3  | 1-2            |
| Уимблдонский турнир          | -     | -     | -     | -     | П     | 2Р    | 1Р    | 1Р    | 1Р    | НП    | 1 / 5  | 4-4            |
| Открытый чемпионат США       | -     | -     | 1Р    | -     | 1Р    | 1Р    | -     | -     | -     | НП    | 0 / 3  | 0-3            |
| Итог                         | 0 / 2 | 0 / 1 | 0 / 1 | 0 / 1 | 1 / 2 | 0 / 3 | 0 / 2 | 0 / 1 | 0 / 1 | 0 / 1 | 1 / 15 |                |
| В/П в сезоне                 | 1-1   | 0-1   | 0-1   | 2-1   | 4-1   | 1-3   | 0-2   | 0-1   | 0-1   | 0-1   |        | 8-13           |